# Sophie Muller
Sophie Luise Elisabeth Muller (Londra, 31 gennaio 1962) è una regista britannica di videoclip.

## Biografia
Attiva dal 1982, è famosa per aver diretto i video di artisti come No Doubt, Shakira, Gwen Stefani, Eurythmics, Coldplay, Beyoncé, Sophie Ellis-Bextor, Garbage, The Killers, Annie Lennox, Blur, Sade e altri.
Nata a Londra, si è formata al Royal College of Art. Nel 1984 è stata assistente regista del film In compagnia dei lupi e, tra il 2022 e il 2023, regista di seconda unità per la serie M - Il figlio del secolo.

## Videografia

### Anni 80
1982
- Eurythmics – "The Walk" (editing)

1987
- Eurythmics – "Beethoven (I Love to Listen To)"
- Eurythmics – "I Need a Man"

1988
- Eurythmics – "You Have Placed a Chill in My Heart"
- Eurythmics – "Brand New Day"
- Eurythmics – "Do You Want to Break Up?"
- Eurythmics – "Heaven"
- Eurythmics – "I Need You"
- Eurythmics – "Put the Blame on Me"
- Eurythmics – "Savage"
- Eurythmics – "Wide Eyed Girl"
- Sade – "Nothing Can Come Between Us"
- Sade – "Turn My Back on You"
- Sade – "Love Is Stronger Than Pride"
- Shakespears Sister – "Break My Heart"
- Shakespear's Sister – "Heroine"
- Annie Lennox featuring Al Green – "Put a Little Love in Your Heart"

1989
- Shakespears Sister – "You're History"
- Shakespears Sister – "Run Silent"
- Sarah Brightman – "Anything but Lonely"
- Eurythmics – "Don't Ask Me Why"

### Anni 90 s
1990
- Eurythmics – "Angel"
- Julia Fordham – "Lock and Key"
- Sinéad O'Connor – "The Emperor's New Clothes"

1991
- Nanci Griffith – "Late Night Grande Hotel"
- World Party – "Thank You World"
- Curve – "Coast Is Clear"
- Shakespears Sister – "Goodbye Cruel World"

1992
- Annie Lennox – "Why"
- Annie Lennox – "Precious"
- Annie Lennox – "Cold"
- Annie Lennox – "Money Can't Buy It"
- Annie Lennox – "Legend in My Living Room"
- Annie Lennox – "The Gift"
- Annie Lennox – "Primitive"
- Annie Lennox – "Keep Young and Beautiful"
- Annie Lennox – "Walking on Broken Glass"
- Annie Lennox – "Love Song for a Vampire"
- Annie Lennox – "Little Bird"
- Shakespears Sister – "Stay"
- Shakespears Sister – "I Don't Care"
- Shakespears Sister – "Hello (Turn Your Radio On)"
- Vegas – "Possessed"
- Sade – "No Ordinary Love"
- Curve – "Fait Accompli"
- Aaron Neville – "Somewhere, Somebody"

1993
- Björk – "Venus as a Boy"

1994
- Hole – "Miss World"
- The Jesus and Mary Chain Featuring Hope Sandoval – "Sometimes Always"
- The Jesus and Mary Chain – "Come On"
- Sparks – "When Do I Get to Sing 'My Way'"

1995
- Come – "Cimarron"
- Sophie B. Hawkins – "As I Lay Me Down"
- Sparks – "When I Kiss You"
- The Stone Roses – "Ten Storey Love Song"
- Lisa Loeb & Nine Stories – "Do You Sleep?"
- Jeff Buckley – "So Real"
- Weezer – "Say It Ain't So"

1996
- The Cure – "The 13th"
- Kè – "Strange World"
- Gary Barlow – "Forever Love"
- Shakespears Sister – "I Can Drive"
- Johnny Bravo – "Used To Be Cool"
- No Doubt – "Don't Speak"
- No Doubt – "Excuse Me Mr."
- No Doubt – "Sunday Morning"
- The Lightning Seeds – "What If..."

1997
- Blur – "Beetlebum"
- Blur – "Song 2"
- Blur – "On Your Own"
- Maxwell – "Whenever, Wherever, Whatever"
- Curve – "Chinese Burn"
- No Doubt – "Live in the Tragic Kingdom"
- No Doubt – "Oi to the World"

1998
- James Iha – "Be Strong Now"
- Maxwell – "Luxury: Cococure"
- Sparklehorse – "Pig"
- Sparklehorse – "Sick Of Goodbyes"
- Remy Zero – "Gramarye"
- Garbage – "When I Grow Up" (live version)
- Garbage – "The Trick Is to Keep Breathing"
- Rufus Wainwright – "April Fools"

1999
- Blur – "Tender" (Unreleased)
- Sinéad O'Connor – "Chiquitita"
- Natalie Merchant Featuring N'Dea Davenport – "Break Your Heart"
- Sparklehorse – "Pig"
- Manic Street Preachers – "You Stole the Sun from My Heart"
- Garbage – "When I Grow Up" (U.S. version)
- Semisonic – "Secret Smile"
- The Cardigans – "Hanging Around"
- Sarah McLachlan – "Possession" (American version)
- Sarah McLachlan – "I Will Remember You"
- Emiliana Torrini – "To Be Free"
- Beth Orton – "Central Reservation"
- Sarah McLachlan – "Ice Cream"
- Supergrass – "Mary"

### Anni 2000s
2000
- No Doubt – "Simple Kind of Life"
- Ute Lemper – "The Case Continues"
- Doves – "Catch the Sun"
- Bentley Rhythm Ace – "How'd I Do Dat?"
- Alisha's Attic – "Push It All Aside"
- Alisha's Attic – "Pretender Got My Heart"
- JJ72 – "Oxygen"
- PJ Harvey – "Good Fortune"
- No Doubt – "Bathwater"
- Sade – "By Your Side"
- Coldplay – "Trouble" (U.K. Version)
- Jamelia – "Boy Next Door"[1]

2001
- Turin Brakes – "The Door"
- Sade – "King of Sorrow"
- Turin Brakes – "Underdog (Save Me)"
- PJ Harvey – "A Place Called Home"
- Nelly Furtado – "Turn Off the Light"
- Sophie Ellis-Bextor – "Take Me Home"
- PJ Harvey – "This Is Love"
- Radiohead – "I Might Be Wrong"
- Sophie Ellis-Bextor – "Murder on the Dancefloor"

2002
- Amy Studt – "Just a Little Girl"
- Sophie Ellis-Bextor – "Move This Mountain"
- Sugababes – "Freak like Me"
- Coldplay – "In My Place"
- The Beu Sisters – "I Was Only 17"
- Sparta – "Cut Your Ribbon"
- Pink – "Family Portrait"
- No Doubt (featuring Lady Saw) – "Underneath It All"
- Sophie Ellis-Bextor – "Music Gets the Best of Me" Day Version
- Sophie Ellis-Bextor – "Music Gets the Best of Me" Night Version

2003
- Amy Studt – "Misfit"
- Nickel Creek – "Speak"
- Dolly Parton – "I'm Gone"
- Dido – "Life for Rent"
- Pink – "Trouble"
- The Raveonettes – "That Great Love Sound"
- Katy Rose – "Overdrive"
- Sophie Ellis-Bextor – "I Won't Change You" [co-produced]
- No Doubt – "Rock Steady Live"

2004
- Dixie Chicks – "Top of the World"
- The Killers – "Mr. Brightside"
- Sixpence None the Richer – "Don't Dream It's Over"
- Maroon 5 – "This Love"
- Maroon 5 – "She Will Be Loved"[2]
- Nelly Furtado – "Try"
- Mindy Smith – "Come to Jesus"
- Sarah McLachlan – "World on Fire"
- Sarah McLachlan – "Stupid"
- The Strokes – "The End Has No End"
- Natasha Bedingfield – "These Words" (UK version)
- Vanessa Carlton – "White Houses"
- Loretta Lynn Featuring Jack White – "Portland, Oregon"

2005
- KT Tunstall – "Black Horse and the Cherry Tree"
- Garbage – "Why Do You Love Me"
- Garbage – "Bleed Like Me"
- Garbage – "Sex Is Not the Enemy"
- Garbage – "Run Baby Run"
- Gwen Stefani – "Cool"
- Coldplay – "Fix You"
- Faith Hill Featuring Tim McGraw – "Like We Never Loved at All"
- Gwen Stefani – "Luxurious"

2006
- Gwen Stefani – "Crash"
- Shakira featuring Wyclef Jean – "Hips Don't Lie"
- Dixie Chicks – "Not Ready to Make Nice"
- She Wants Revenge – "These Things"
- Faith Hill – "Stealing Kisses"
- Lily Allen – "Smile"
- Beyoncé featuring Jay-Z – "Deja Vu"
- Beyoncé – "Ring the Alarm"
- The Raconteurs – "Level"
- Gwen Stefani – "Harajuku Lovers Live"
- Gwen Stefani – "Wind It Up"
- Siobhán Donaghy – "Don't Give It Up"

2007
- Sophie Ellis-Bextor – "Catch You"
- Mika – "Grace Kelly" (also the extended version)
- Gwen Stefani – "4 in the Morning"
- Mika – "Love Today"
- Rufus Wainwright – "Going to a Town"
- Garbage – "Tell Me Where It Hurts"
- Sophie Ellis-Bextor – "Today the Sun's on Us"
- Maroon 5 – "Won't Go Home Without You"
- Gwen Stefani – "Early Winter"

2008
- The Kills – "U.R.A. Fever"
- The Kills – "Cheap and Cheerful"
- The Kills – "Last Day of Magic"
- Leona Lewis – "Better in Time"
- Leona Lewis – "Footprints in the Sand"
- The Ting Tings – "That's Not My Name"
- Gavin Rossdale – "Love Remains The Same"
- Kings of Leon – "Sex on Fire"
- Cold War Kids – "Something Is Not Right with Me"
- Duffy – "Stepping Stone"
- Sarah McLachlan – "U Want Me 2"
- Duffy – "Rain on Your Parade"
- Kings of Leon – "Use Somebody"

2009
- Paloma Faith – "Stone Cold Sober"
- Beyoncé – "Broken-Hearted Girl"
- Shakira – "Did It Again"[3] / Lo Hecho Está Hecho
- No Doubt (as "Snowed Out" on Gossip Girl) – "Stand and Deliver"
- Pink – "I Don't Believe You"
- Shakira – "Give It Up to Me"[4]
- Broken Bells – "The High Road"

### 2010s
2010
- Sade – "Soldier of Love"
- Sade – "Babyfather"
- Armin van Buuren vs. Sophie Ellis-Bextor – "Not Giving Up on Love"
- Cheryl Cole – "Promise This"
- Cheryl Cole – "The Flood"
- Brandon Flowers – "Only The Young"
- Kings of Leon – "Radioactive"

2011
- The Kills – "Satellite"
- Ellie Goulding – "Lights"
- Noah and the Whale – "L.I.F.E.G.O.E.S.O.N."
- Birdy – "Skinny Love"
- Sade – "Love Is Found"

2012
- Alicia Keys – "Girl on Fire"
- No Doubt – "Settle Down"
- Beyoncé – "I Was Here"
- No Doubt – "Push and Shove"
- Labrinth feat Emeli Sandé – "Beneath Your Beautiful"

2013
- Rihanna – "Stay"
- Tom Odell – "Hold Me"
- Garbage and Screaming Females – "Because the Night"
- Lana Del Rey – "Young and Beautiful"[5]
- Pink feat. Lily Rose Cooper – "True Love"
- Birdy – "Wings"
- Sophie Ellis-Bextor – "Wanderlust" (Álbum trailer)
- Sophie Ellis-Bextor – "Young Blood"[6]
- John Mayer featuring Katy Perry – "Who You Love"
- Robin Thicke – "Feel Good"
- Katy B – "Crying for No Reason"

2014
- Sophie Ellis-Bextor – "Runaway Daydreamer"
- Tim McGraw  – "Lookin' for That Girl"[7]
- Birdy – "Words As Weapons"
- Katy B – "Still"
- Garbage – "Girls Talk"
- Sophie Ellis-Bextor – "Love Is a Camera"
- OneRepublic – "I Lived" (idea)
- OneRepublic – "Love Runs Out"
- Gwen Stefani – "Baby Don't Lie"
- Gwen Stefani – "Spark the Fire"
- Labrinth – "Jealous"
- Beck – "Heart Is a Drum"
- Sam Smith – "Like I Can"

2015
- Garbage – "The Chemicals"
- Selena Gomez – "Good for You" (Version 1)
- Selena Gomez featuring ASAP Rocky – "Good for You" (Version 2)
- Misty Miller – "Happy"
- One Direction – "Perfect"
- Gwen Stefani – "Used to Love You"

2016
- Gwen Stefani – "Make Me like You"
- The Kills – "Heart of a Dog"
- Gwen Stefani  – "Misery"
- Sophie Ellis-Bextor – Familia album trailer
- Sophie Ellis-Bextor – "Come With Us"
- Sophie Ellis-Bextor – "Crystallise"
- The Dead Weather – "Impossible Winner"
- Gwen Stefani" – "Kuu Kuu Harajuku" (Theme Song Music Video)·
- Noah Cyrus – "Make Me (Cry)"

2017
- Wolf Alice – "Don't Delete the Kisses"
- Sophie Ellis-Bextor – "Wild Forever"
- London Grammar – "Big Picture"
- The Kills – "Whirling Eye"
- Tim McGraw and Faith Hill – "Speak to a Girl"
- Sophie Ellis-Bextor – "Death of Love"
- Shock Machine – "Strange Waves"
- Shock Machine – "Unlimited Love"
- Morrissey – "Spent the Day in Bed"
- Bebe Rexha feat. Florida Georgia Line – "Meant to Be"

2018
- Kylie Minogue – "Dancing"
- Julia Michaels – "Heaven"
- Echosmith – "Over My Head"
- Kylie Minogue featuring Gente de Zona – "Stop Me from Falling" (Remix)
- Pete Yorn & Scarlett Johansson – "Bad Dreams"
- Kylie Minogue – "Golden"
- Bebe Rexha – "I'm a Mess"
- Cheryl – "Love Made Me Do It"
- Lo Moon – "Real Life"
- Westside Cast – "Believe in Dreams"
- Leo Gallo – "Future Is In My Hands"
- Alexandra Kay – "You Think You Know Someone"
- Arika Gluck & Taz Zavala – "Beauty and the Struggle"
- Gwen Stefani feat. Blake Shelton – "You Make It Feel Like Christmas"

2019
- Marina and the Diamonds – "Handmade Heaven"
- Dido – "Give You Up"
- Lil Pump ft. Lil Wayne – "Be Like Me"
- Marina and the Diamonds – "Orange Trees (Original and Vertical Videos)"
- Blake Shelton – "God's Country"
- Shakespears Sister – "All the Queen's Horses"
- Shakespears Sister – "When She Finds You"
- Jax Jones feat. Bebe Rexha - "Harder"
- Tiësto, Jonas Blue & Rita Ora – "Ritual"
- Easy Life – "Earth"
- Bebe Rexha – Not 20 Anymore
- Bebe Rexha – "You Can't Stop the Girl"
- Blake Shelton – "Hell Right"
- Selena Gomez – "Lose You to Love Me"
- Selena Gomez – "Look at Her Now"

### 2020s
2020
- Selena Gomez – "Lose You to Love Me" (Alternative Video)
- Selena Gomez – "Look at Her Now" (Alternative Video)
- Blake Shelton feat. Gwen Stefani – "Nobody But You"
- Kylie Minogue – "Say Something"
- Kylie Minogue – "Magic"
- Sophie Ellis-Bextor – "Crying at the Discotheque"

2021
- Birdy – "Surrender"
- Birdy – "Loneliness"
- Maroon 5 feat. Megan Thee Stallion – "Beautiful Mistakes"
- Maroon 5 – "Lost"
- Gwen Stefani & Saweetie – "Slow Clap (Remix)"
- LILHUDDY - "America's Sweetheart"
- Selena Gomez & Camilo - "999"
- Kylie Minogue & Years & Years - "A Second to Midnight"
- Kylie Minogue & Jessie Ware - "Kiss of Life"
- ABBA - "Little Things"

## Riconoscimenti
- Grammy Awards 1992 – "miglior video album" (Diva di Annie Lennox)
- MTV Video Music Awards 1992 – "miglior video di un'artista femminile" (Why di Annie Lennox)
- MTV Video Music Awards 1997 – "miglior video di un gruppo" (Don't Speak dei No Doubt)